# Krigskonst
Krigskonst är färdigheten att föra krig, vilket kan vara olika former av våld som riktas mot fienden. Våldet kan bestå av både fysisk och psykisk (psykologisk krigföring) natur. Till följd av alla de oberäkneliga omständigheter, som inträffar i krig, kan krigskonsten inte uppställa allmängiltiga regler, utan innehåller bara allmänna föreskrifter, som det tillkommer befälhavaren att i varje särskilt fall tillämpa.

## Historia
Redan antikens greker började utveckla krigskonsten och sätta den i system. Krigskonstens grundsatser kan ses som konstanta men på grund av ändrade vapen, seder och bruk samt nya uppfinningar har krigskonsten i sin tillämpning genomgått ständiga förändringar. Framstående härförare och folk har bildat sin egen krigskonst, det vill säga de har tillämpat dess lagar på ett annat sätt än andra. 